# Belura
Belura är ett släkte av kräftdjur. Belura ingår i familjen Hyssuridae.
Kladogram enligt Catalogue of Life:
| Belura | \| \| Belura acuticauda \| \| \| \| \| \| Belura pillara \| \| \| \| |
|        | \| \| Belura acuticauda \| \| \| \| \| \| Belura pillara \| \| \| \| |
|        | Galziniella                                                          |
|        |                                                                      |
|        | Hyssura                                                              |
|        |                                                                      |
|        | Kupellonura                                                          |
|        |                                                                      |
|        | Neohyssura                                                           |
|        |                                                                      |
|        | Xenanthura                                                           |
|        |                                                                      |
|        | Belura acuticauda                                                    |
|        |                                                                      |
|        | Belura pillara                                                       |
|        |                                                                      |

|  | Belura acuticauda |
|  |                   |
|  | Belura pillara    |
|  |                   |